# Ereguayquín
Ereguayquín es un distrito del departamento de Usulután, El Salvador. Según el censo oficial de 2024, tiene una población de 6.618 habitantes.

## Historia
El poblado de Ereguayquín es de origen lenca. Para 1577 fue dado como pueblo de doctrina a los frailes seráficos del convento de San Miguel. A finales del siglo XVII, de acuerdo a crónicas franciscanas, fue asediado por piratas, que provocaron la huida de sus moradores. Su despoblamiento fue tal que en 1749 se contaron unos 20 habitantes. Para 1770 Pedro Cortés y Larraz reportó unos 288 residentes. En 1786 Ereguayquín fue incorporado al partido de Usulután. En la época republicana, formó parte del departamento de San Miguel en 1824 y después pasó a Usulután en 1865. Para mayo de 1854, se estaba reedificando la iglesia "cuyo artesón amenazaba ruina." Para 1890 tenía una población de 530 habitantes.

## Información general
El distrito cubre un área de 28,01 km² y la cabecera tiene una altitud de 70 m s. n. m. El topónimo Lenca salvadoreño Ereguayquín significa "Pueblo de Halcones". Sus fiestas patronales se celebran en el mes de enero con la Romería del Cristo Negro.